# Echeveria pringlei
Echeveria pringlei är en fetbladsväxtart som först beskrevs av S. Wats., och fick sitt nu gällande namn av Joseph Nelson Rose, Nathaniel Lord Britton och Rose. Echeveria pringlei ingår i släktet Echeveria och familjen fetbladsväxter.

## Underarter
Arten delas in i följande underarter:
- E. p. longisepala
- E. p. parva